# Sonate K. 59
Pour les articles homonymes, voir K59.
La sonate K. 59 (F.17/L.71) en fa majeur est une œuvre pour clavier du compositeur italien Domenico Scarlatti.

## Présentation
La sonate K. 59 en fa majeur est notée Allegro. Le style de la pièce, comme celles jusqu’à la K. 64, la place nettement avant les Essercizi per gravicembalo (1738).

## Manuscrit
Le manuscrit principal est le numéro 17 du volume XIV de Venise (1742), copié pour Maria Barbara.

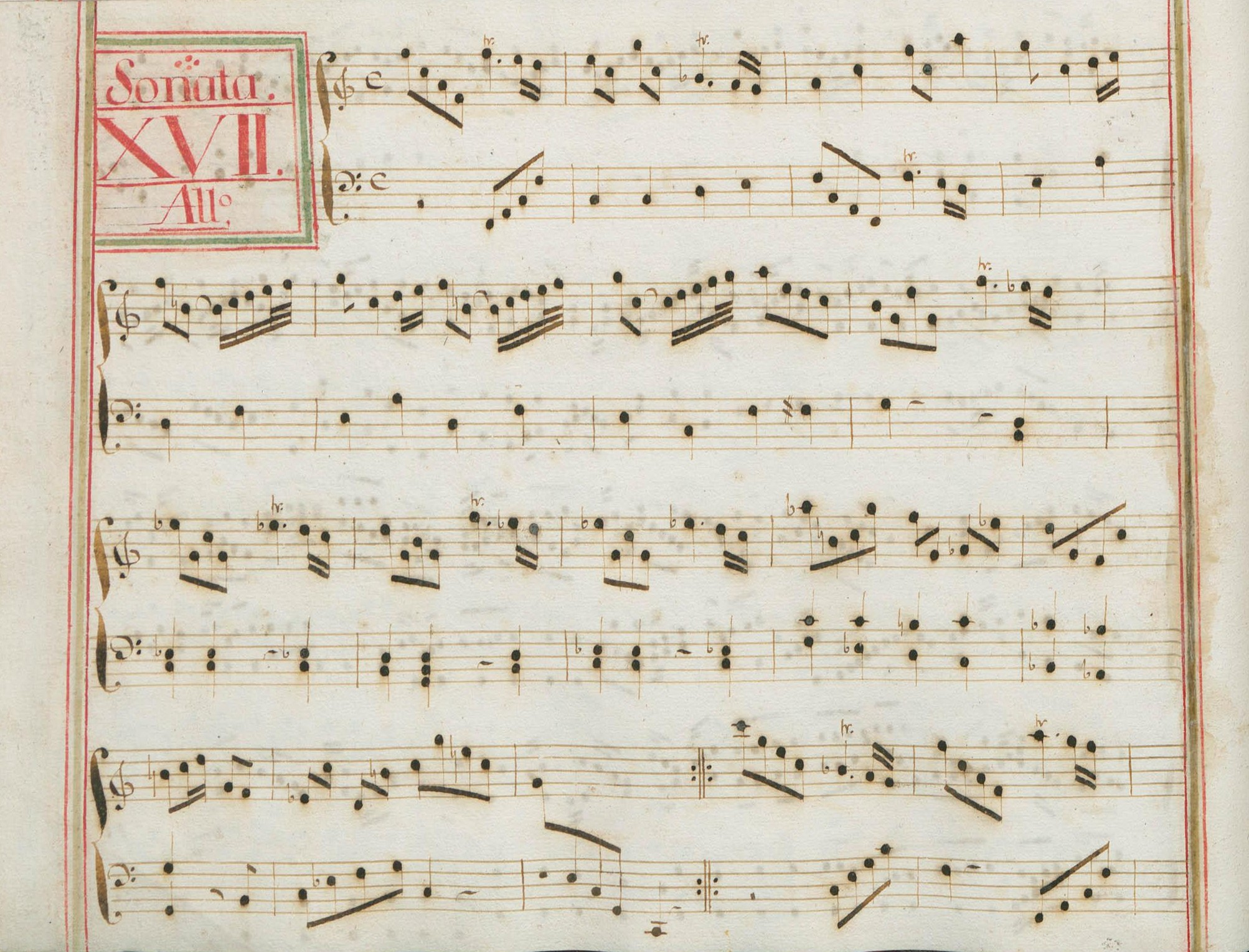
Venise XIV 17.
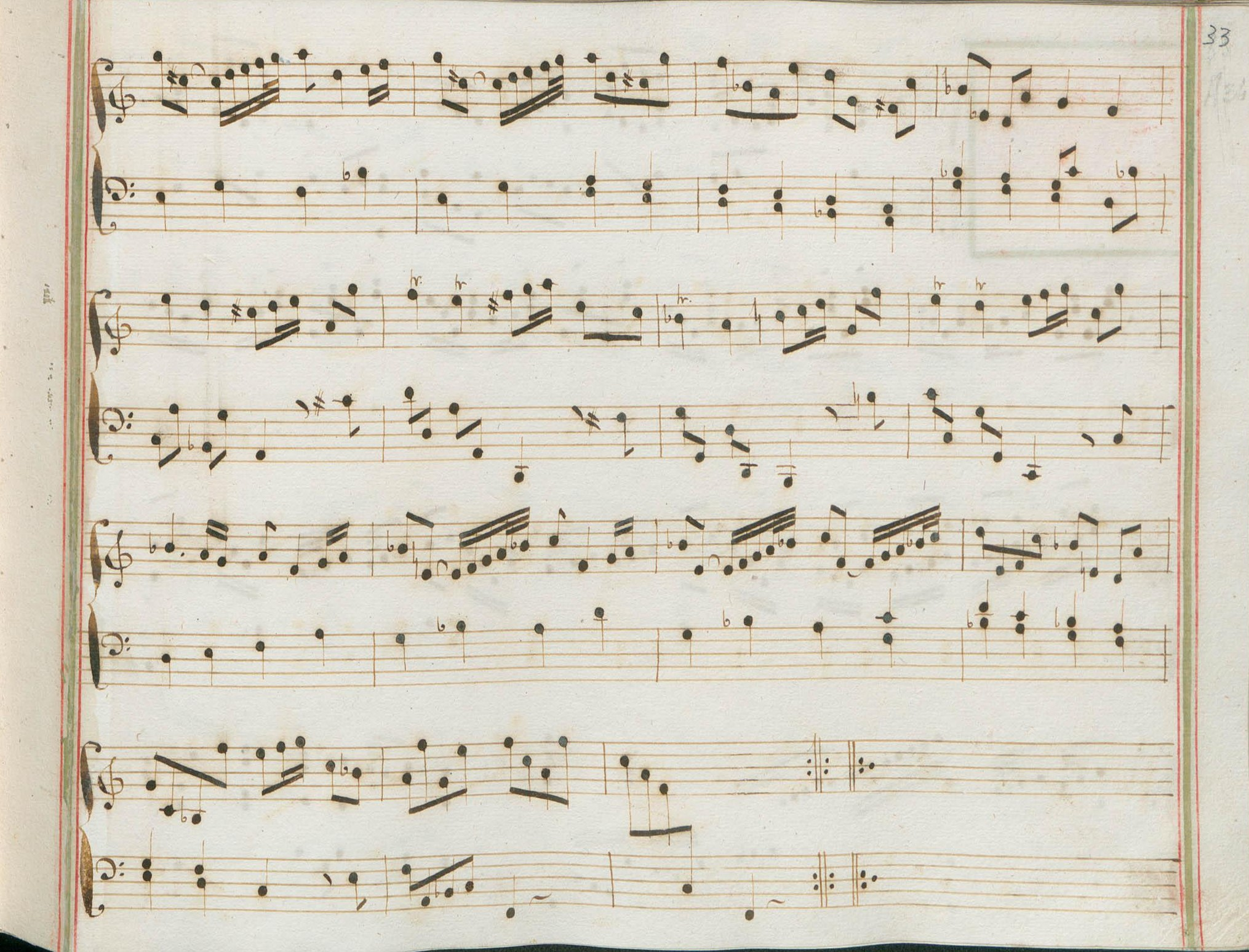
Venise XIV 17 (fin).

## Interprètes
La sonate K. 59 est défendue au piano notamment par Alice Ader (Fuga Libera), Carlo Grante (2013, Music & Arts, vol. 4) et Sergio Gallo (fi) (2022, Naxos vol. 27) ; au clavecin par Scott Ross (1985, Erato), Ottavio Dantone (1997, Stradivarius), Richard Lester (2005, Nimbus, vol. 6), Pieter-Jan Belder (Brilliant Classics, vol. 2) et Francesco Cera (Tactus, vol. 2).

## Sources
: document utilisé comme source pour la rédaction de cet article.
- Ralph Kirkpatrick (trad. de l'anglais par Dennis Collins), Domenico Scarlatti, Paris, Lattès, coll. « Musique et Musiciens », 1982 (1re éd. 1953 (en)), 493 p. (ISBN 978-2-7096-0118-4, OCLC 954954205, BNF 34689181).
- Alain de Chambure, « Domenico Scarlatti : Intégrale des sonates — Scott Ross », Erato (2564-62092-2), 1985 (OCLC 891183737) .